# さいかち浜水泳場

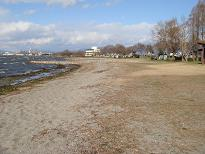
さいかち浜

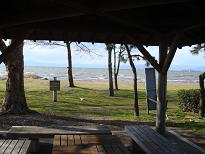
さいかち浜水泳場に設置されている屋根付きベンチ

さいかち浜水泳場（さいかちはま すいえいじょう）は、日本の滋賀県長浜市の田村町と高橋町にまたがって所在する、
琵琶湖に面した浜辺に設けられた水泳場（湖水浴場）。

## 地名の由来
水泳場がある湖岸の名「さいかち浜」は、その昔、琵琶湖の湖岸沿いにサイカチが植林されていたことに由来するとされる。

## 特徴
椅子が用意され、簡単な飲食等ができる屋根付きベンチ（簡素な建物）が設置されている。
南東直近（距離250m程度）に北陸本線の田村駅と長浜バイオ大学が、南南東約500mほどに滋賀県立長浜ドームがある。

## 年表
- ????年[いつ?]：さいかち浜水泳場の開所。
- 1979年（昭和54年）5月25日：屋根付きベンチの設置[2]。

## 位置情報
- 北緯35度21分26.4秒 東経136度16分41.4秒 / 北緯35.357333度 東経136.278167度
- さいかち浜水泳場 - 地理院地図
- 滋賀県長浜市田村町地先（さいかち浜水泳場） - Google マップ

## 交通アクセス
鉄道路線
- 北陸本線（JR西日本）田村駅で下車し、徒歩約3分。

自動車道

## 近隣の水泳場
- （北西方向） ←　南浜水泳場（長浜市内）　-　さいかち浜水泳場　-　宮ヶ浜水泳場（近江八幡市内）　→ （南方向）

なお、南方向の彦根市には松原水泳場と新海浜水泳場があったが、2024年（令和6年）に公設の水泳場としては廃止された。